# Aquarama Kristiansand
Aquarama Kristiansand eller bare Aquarama er en indendørs multiarena i Kristiansand, Norge, med plads til 2.200 tilskuere til håndboldkampe. Arenaen er hjemmebane for topholdet Vipers Kristiansand. Udover håndboldhallen har Aquarama både bade- og svømmeanlæg, aktivitets- og helsecenter.
Byggeriet er et såkalt OPS-prosjekt (Offentlig Privat Samarbejde) og har kostet ca. 700 millioner (Norske kroner) at bygge med et samlet areal på ca. 40.000 kvm.